# Caffè (film)
(Tagline del film)
Caffè è un film drammatico italiano del 2016 diretto da Cristiano Bortone.
Il film è una co-produzione italo-belga-cinese realizzata in associazione con Cinefinance Italia, Sant'Eustachio il Caffè, Mobile Movie Screen e Tra.ser; in collaborazione con Rai Cinema e D'Hive, con il supporto della Direzione generale Cinema e audiovisivo (Rai Cinema), IDM Südtirol-Alto Adige, Screen Flanders, Belgian Tax Shleter for Film Financing, Antwerp Film Bonus.
Caffè è stato presentato nella sezione delle Giornate degli Autori alla 73ª edizione della Mostra internazionale d'arte cinematografica di Venezia, al Festival internazionale di Pechino, allo Shanghai International Film Festival e al 40° São Paulo International Film Festival, inoltre è stato candidato al David di Donatello nella categoria Miglior produttore.

## Trama
Belgio, 2016. Hamed è un immigrato iracheno titolare di un negozio di antiquariato; vive con sua moglie e suo figlio, a cui tramanda la sua passione per il caffè. Durante alcune manifestazioni contro la crisi economica degenerate in atti di vandalismo, il negozio di Hamed viene depredato. L'uomo scopre che fra gli oggetti rubati c'è la sua preziosa caffettiera d'argento, di grande valore affettivo, che usa regolarmente anche per accogliere i suoi clienti. I ladri sono Vincent, uno sfaccendato e smidollato ragazzo padre che vive con la nonna materna e il suo amico Danny. Quando Hamed trova il portafogli di Vincent sceglie di recuperare la caffettiera senza coinvolgere la polizia, ma il giovane nega il furto e lo malmena. Hamed tuttavia non si perde d'animo e senza dir nulla a sua moglie, prende alcuni attrezzi in casa e torna dal ladro. Questa volta aggredisce il giovane, rompendogli una gamba e costringendolo a confessare. Grazie all'intervento della nonna l'antiquario si ritrova imbavagliato e legato nello scantinato dove Vincent, prima di recarsi al pronto soccorso con l'aiuto di Danny, gli dice di aver messo il prezioso oggetto all'asta su internet. Approfittando dell'assenza dei due carcerieri, Hamed tenta la fuga ma viene fermato dall'arrivo di Danny, che lo accoltella e lo riporta nello scantinato. Poiché non trovano un medico e non vogliono portarlo in ospedale, la nonna di Vincent chiama suo figlio. L'uomo ritiene che l'unico modo per porre fine al problema sia di giustiziare la vittima, per evitare che racconti qualcosa alla polizia e manifestando il suo disprezzo per gli immigrati arabofoni. Assieme ai due ragazzi carica l'immigrato nel furgone; durante il viaggio avviene uno scontro fatale con un camion a cui sopravvive solo Hamed, libero di tornare nel suo negozio con l'amata caffettiera.
Una delle aziende davanti alle quali si manifesta in Belgio appartiene alla compagnia del ricco signor Gao. Il suo futuro genero, Ren Fei, preme per andare in Europa: Gao gli promette di trasferirlo dopo il matrimonio con sua figlia Quing Lan se sarà in grado di far ripartire lo stabilimento di Pu'er, dove un guasto rischia di compromettere i guadagni e la produzione. Ambizioso e spregiudicato, Ren Fei lascia Pechino e torna malvolentieri nella natale Pu'er, che aveva abbandonato anni prima per sfuggire alla povertà. Deciso a rispettare il mandato, in principio rifiuta di investire nella riqualificazione dello stabilimento, a tutela dell'ambiente e della salute degli abitanti del luogo, ma inizia a cambiare idea quando si accorge delle condizioni obsolete dell'impianto. Un giorno investe una giovane artista, A Fang. La donna dipinge ritratti con il caffè da lei stessa coltivato secondo metodi tradizionali. Accidentalmente, Ren Fei scopre che si tratta della sua amica d'infanzia: entrambi trascorrevano del tempo nelle piantagioni di caffè, dove il signor Ren spiegava loro i segreti della pianta. Qing Lan va a fargli visita; gli rivela che lo stabilimento è sotto indagine e preme affinché proceda con i tagli del personale e faccia ripartire la produzione a breve. Quando A Fang muore per una malattia incurabile, Ren Fei denuncia l'azienda di Pu'er e decide di dedicarsi alla coltivazione del caffè, riconciliandosi con le sue origini e continuando con il sogno di A Fang e di suo padre di una coltivazione biologica di caffè locale.
Le notizie delle manifestazioni in Belgio raggiungono anche Roma dove Renzo, dopo aver perso il lavoro da barista, decide di emigrare a Trieste con la compagna Gaia, anch'ella disoccupata. A Trieste, primo centro di produzione del caffè, chiede l'ospitalità del suo amico d'infanzia, Stefano, grazie al quale viene assunto come scaricatore in un magazzino in cui viene stoccato il caffè proveniente da diverse parti del mondo. Renzo si accorge che tra i vari di tipi di caffè in arrivo dalla Cina c'è il kopi luwak e ne parla a cena con i Stefano, Enrico e Pasquale, riuniti a casa di Robert. Si fa strada l'ipotesi di derubare il magazzino, Stefano cerca di dissuaderli. Gaia scopre di essere incinta ma date le difficoltà economiche vuole abortire, nonostante il parere contrario del compagno. Scoraggiato dalla difficoltà di trovare lavoro in una torrefazione e dalle prospettive di precarietà, Renzo definisce con Enrico il piano del furto, a cui all'ultimo minuto si aggiunge anche Stefano. Gaia viene a conoscenza del piano e dopo una lite con Renzo decide di tornare a Roma, ma in stazione si sente male e viene ricoverata in ospedale. La sera stessa avviene il furto: Enrico sostituisce un collega in portineria e dopo aver preso delle precauzioni raggiunge i complici. Il collega tuttavia dimentica qualcosa e prova a contattare Enrico, ma non ricevendo risposta chiama i vigilantes. Il colpo degenera: mentre i tre complici vengono arrestati, Renzo riesce a fuggire e a ricostruirsi una vita riappacificandosi con Gaia, che dà alla luce un bambino. La storia inizia con il dialogo fra Hamed e suo figlio sulle caratteristiche del caffè; si conclude mentre Renzo racconta al neonato la storia della scoperta del caffè.

## Produzione

### Riprese
Il 10 agosto 2015 sono partite le riprese a Bolzano. Le riprese sono poi proseguite ad Anversa e Borgerhout in Belgio, a Pechino e nella regione dello Yunnan, in Cina.
Caffè è stata la prima produzione ufficiale tra Italia e Cina. Poiché i film prodotti ed esportati in Cina sono soggetti a censura, gli sceneggiatori hanno dovuto negoziare alcune scene con l'organo preposto, in particolare quelle legate alle manifestazioni in Belgio. Il riconoscimento del film come co-produzione cinese ha consentito ai produttori di aggirare la quota dei 34 film importati annualmente nel paese.
Il film ha ricevuto un finanziamento per la produzione di 300.000 euro da BLS Südtirol Alto Adige e 300.000 euro dal MIBACT in quanto film riconosciuto di interesse culturale.

### Altri interpreti
- Jing Zhang: A Hui
- Gangqian Hu: Piccolo Fei
- Qianrong Yao: Piccola Fang
- Saudatou Sow: Saudatou
- Ibrahim Sow: Ibrahim
- Angelo Torrice: Barman
- Charlotte de Bruyne: Brigitte
- Giulia Vaccari: Segretaria di ufficio
- Francesco Rizzon: Vigilantes
- Tiziano Gorgo: Vigilantes
- Nathan Santangelo: neonato
- Simon Frey: Ragazzo arabo
- Mohamed Chehboun: Ragazzo arabo
- Tibo Van Den Borre: Poliziotto
- Davy Malfait: Poliziotto
- Thibault Pringot: Poliziotto
- Mira Helmer: Annunciatrice TV
- Song Zhu: Gioielliere
- Yongbin Li: Autista Mercedes
- Yong Zhao: Dottore
- Lei Guo: Dottore

## Distribuzione
Caffè è stato presentato il 3 settembre 2016 in anteprima nazionale durante le Giornate degli Autori alla 73ª edizione della Mostra internazionale d'arte cinematografica. È stato distribuito nelle sale italiane da Officine Ubu a partire dal 13 ottobre 2016. Il film è stato distribuito a livello internazionale con il titolo Coffee, tuttavia in Cina, dov'è uscito il 30 dicembre 2017, è noto come Kāfēi fēngbào (咖啡风暴S). Invece è stato importato in Brasile dalla California Filmes dal 2 agosto 2018 con il titolo Cafè.

## Riconoscimenti
Beijing International Film Festival
- 2017 – Candidatura al Miglior Film

Cairo International Film Festival
- 2017 – Candidatura al Premio Festival of Festivals

David di Donatello
- 2017 – Candidatura al Miglior Produttore con Bart Van Langendonck, Peter Bouckaert, Gongming Cai, Natacha Devillers

Italian Film Festival - Australia
- 2017 – Candidatura al Premio Lights. Drama, Action!

Nastri d'argento
- 2017 – Candidatura al Miglior attore non protagonista per Ennio Fantastichini

Premio Pellicola d'oro
- 2017 – Candidatura al Miglior attore non protagonista per Ennio Fantastichini

São Paulo International Film Festival
- 2017  – Candidatura al Miglior lungometraggio

Shanghai International Film Festival
- 2017 – Candidatura al Premio China Movie Channel Media Award per il Miglior lungometraggio